# Einar Grauers
Einar Jacob Gunnar Grauers, född 12 augusti 1904 i Oskarshamn, död 3 augusti 1991 i Göteborg, var en svensk disponent.

## Biografi
Grauers var son till borgmästare Henning Grauers och Sigrid Ekelund samt bror till Ingvar Grauers, Allan Grauers, Nils Grauers, Bertrand Grauers och Walter Grauers. Han tog studentexamen i Eksjö 1924 och genomförde studieresor i Tyskland och Frankrike. Grauers tog reservofficersexamen 1926 och diplomerades från Handelshögskolan i Göteborg 1928. Han anställdes vid AB Malmö stråhattfabrik 1928, blev disponent där 1940 och ryttmästare i kavalleriets reserv samma år. Grauers var disponent vid AB F W Hasselblad & Co 1953 och var egen företagare från 1957.
Han var ordförande i Göteborgs Högskolas Studentkår 1927, skattmästare i reservofficersföreningen i Skåne 1939-1951 och ordförande 1952-1953. Grauers var medlem av Svenska Frimurare Orden. Han var gift 1940-1953 med Birgitta Wikberg (född 1920). Han var far till Erland (född 1941) och Folke (född 1944).

## Utmärkelser
Grauers utmärkelser:
- Patriotiska sällskapets guldmedalj (PatrSGM)
- Svenska reservofficersföreningens hederstecken (SvRoffHt)
- Danska reservofficersförbundets hederstecken (DRoffHt)